# Kurt Eisner
Kurt Eisner (Berlin, 1867. május 14. – München, 1919. február 21.) német író, újságíró, szociáldemokrata politikus, forradalmár. Kulcsszerepet játszott Bajorországban az 1918–1919-i német forradalomban, ő volt a világháború utáni első bajor miniszterelnök. 1919. február 21-én a szélsőjobboldali Graf von Arco auf Valley által elkövetett politikai merénylet áldozatául esett.

## Élete és munkássága
Középosztálybeli zsidó családban született Berlinben. Filozófiát és német irodalmat tanult, de nem szerezte meg a doktorátust. Az újságírás felé fordult, előbb a Frankfurter Zeitungnak dolgozott, majd 1893-ban Marburgba költözött, ahol a Hessische Landeszeitung politikai szerkesztője lett. Hermann Cohen filozófiai előadásait hallgatta az egyetemen, mely szerepet játszott neokantianizmusának kialakulásában. 1897-ben egy paródiát publikált II. Vilmos császárról, amely miatt 9 hónap börtönbüntetést kapott. 1898-ban belépett Németország Szociáldemokrata Pártjába (Sozialdemokratische Partei Deutschlands – SPD), ahol Wilhelm Liebknecht hamarosan felfigyelt tehetségére, és szerkesztői állást biztosított részére a Vorwärtsnél, melyet 1899–1905-ig töltött be. Újkantiánus etikai szocializmusa miatt az ortodox marxista többségű szerkesztőség lemondatta. 1907-től 1910-ig főszerkesztője volt a nürnbergi Fränkische Tagespostnak. Bajorországba költözött, ahol számos újságnak dolgozott, többek között az Arbeiterfeuilletons szerkesztője volt. Tagja volt a müncheni bohém köröknek, irodalmi műveltsége kiemelte szocialista munkatársai közül. 
Az első világháború átalakította Eisnert. A háború ellenzőjeként 1917-ben csatlakozott az újonnan alakult Németország Független Szociáldemokrata Pártjához (Unabhängige Sozialdemokratische Partei Deutschlands – USPD), s a bajorországi szervezet elnöke lett. Mint az 1918 januári müncheni háborúellenes sztrájk felbujtóját letartóztatták és bebörtönözték. Általános amnesztia alapján 1918 októberében engedték szabadon. A Münchenben állomásozó csapatok  támogatásával november 7–8-án fő szervezője volt a Bajor Munkás- és Katonatanács megalakításának, vezetésével lemondásra kényszerítették III. Lajos bajor királyt, a Wittelsbach-dinasztia utolsó uralkodó tagját, s egy puskalövés nélkül proklamálták a Bajor Szabadállamot (Freien Volksstaat Bayern).
Első miniszterelnöke Eisner lett, ám az SPD–USPD szövetségére alapozott koalíciós kormány rendkívül törékeny volt. A tanácsok szerepéről folytatott viták, Eisner köntörfalazása az új Landtag választás szükségességéről elidegenítette magától az SPD-t, s holtpontra juttatta a kabinetet. December végére növekedett a kormányon belüli repedés Eisner és a belügyminiszter, Erhard Auer között, aki régi politikai ellenfele volt. Kísérlete, hogy támogatói bázisát a radikális bajor parasztok csatlakozásával kiszélesítse, kudarcot vallott. A január 12-i Landtag választásokon a 180 helyből pártja csak hármat szerzett meg. Heteken keresztül nem akarta elismerni a választások eredményét, míg végül február 20-án Auer meggyőzte a lemondásról. 
Február 21-én, lemondó nyilatkozatával a zsebében a Landtag felé tartva egy szélsőjobboldali merénylő, Anton Graf von Arco auf Valley fejbe lőtte. Megölése óriási közfelháborodást okozott, s egyik közvetlen előzményévé vált a rövid életű és tragikus Bajor Tanácsköztársaságnak.
Halálának hetvenedik évfordulóján, 1989-ben a merénylet helyszínéhez közel egy emlékművet avattak fel.